# Волга (Ярославский район)
Волга — поселок в Ярославском районе Ярославской области. Входит в состав Туношенского сельского поселения.

## География
Находится в восточной части Ярославской области на расстоянии приблизительно 15 км на восток-юго-восток по прямой от станции Ярославль на левом берегу реки Туношна у ее устья при впадении в Волгу.

## Население
Численность населения: 7 человек (русские 100 %) в 2002 году, 27 в 2010.